# Dvärglaxskivling
Dvärglaxskivling (Laccaria tortilis) är en svampart som först beskrevs av James Bolton, och fick sitt nu gällande namn av Mordecai Cubitt Cooke 1884. Dvärglaxskivling ingår i släktet Laccaria och familjen Hydnangiaceae.  Arten är reproducerande i Sverige. Inga underarter finns listade i Catalogue of Life.

## Källor

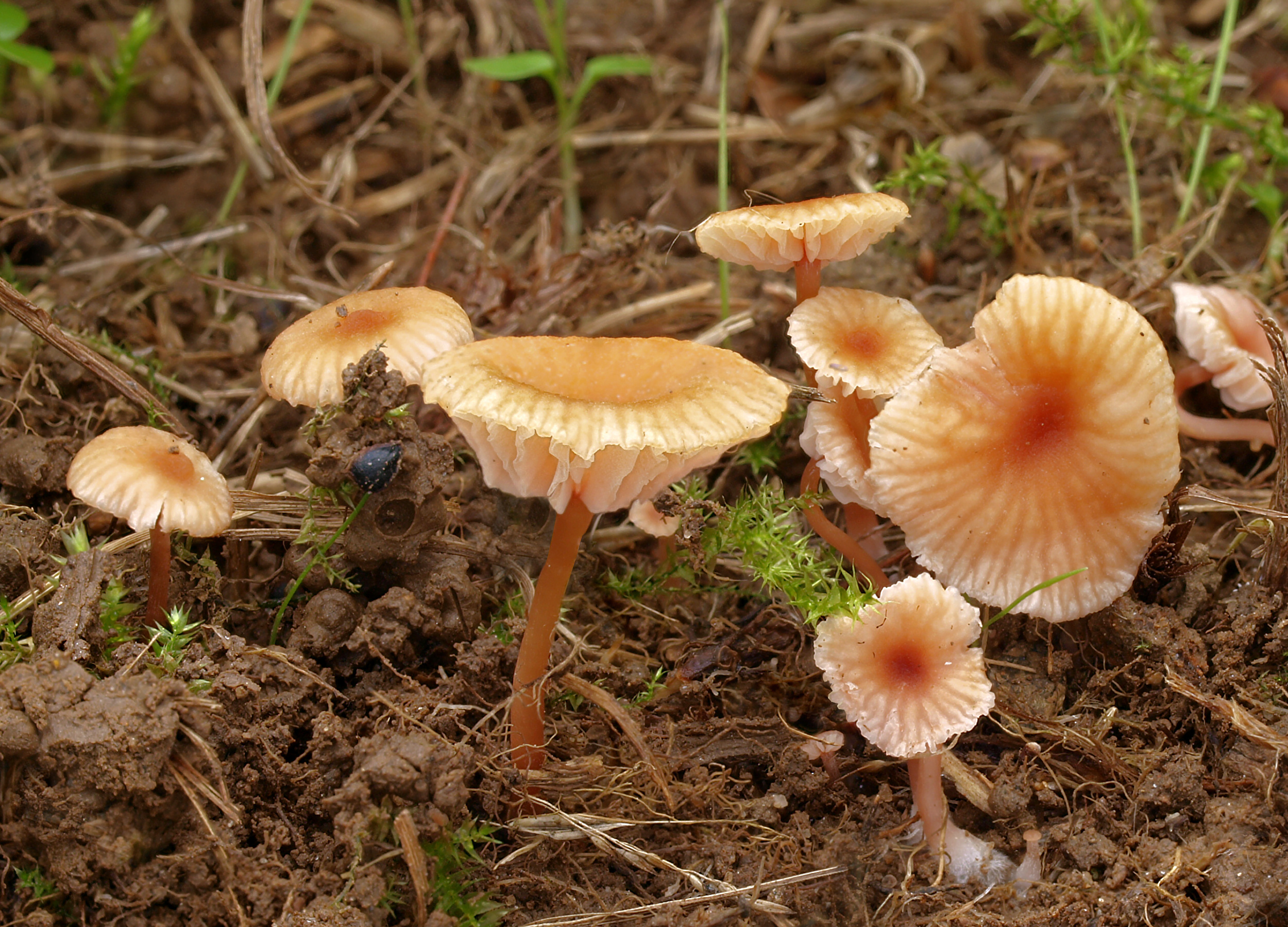